# آرپینه (نام کوچک)
آرپینه (ارمنی: Արփինե)  نام کوچک زنانه رایج در میان ارمنیان می‌باشد. ممکن است به یکی از موارد زیر اشاره داشته باشد:
- آرپینه دالالیان
- آرپینه گابریلیان
- آرپینه هوهانیسیان